# Abadia de Malmesbury
L'abadia de Malmesbury (en anglès: Malmesbury Abbey), situada a Malmesbury, Wiltshire, Anglaterra, és un edifici religiós dedicat a sant Pere i sant Pau. En la seva època, va ser una de les poques edificacions angleses amb una història contínua des del segle VII fins a la dissolució dels monestirs.

## Història
Malmesbury va ser fundada al voltant de 676 per l'erudit i poeta Aldhelm, nebot del rei Ine de Wessex, com un monestir benedictí. L'any 941, es va enterrar en ella el rei Athelstan d'Anglaterra, que havia mort a Gloucester a l'octubre del 939. L'elecció de Malmesbury, abans que New Minster, a Winchester, indicava que el rei continuava sent un estrany per a la cort saxona de Wessex.
L'abadia al segle xi tenia la segona biblioteca més gran d'Europa i se'n considerava una de les principals places europees per a l'aprenentatge. A començaments d'aquest mateix segle xi, va ser el lloc escollit per realitzar un primer intent de vol humà. El monjo Eilmer de Malmesbury va connectar unes ales al seu cos i va volar des d'una de les seves torres: Eilmer va volar més de 200 m abans d'aterrar, trencant-se ambdues cames.Més tard va comentar que l'única raó per la qual no l'ho havia aconseguit havia estat la falta d'una cua en el seu planador, però l'abat el va dissuadir perquè deixés d'arriscar la seva vida amb els seus experiments. L'historiador del segle xii, Guillem de Malmesbury pertanyia a la comunitat de l'abadia.

## Edifici actual
L'edifici actual es va completar de manera substancial el 1180. L'agulla de 131 m d'alçada, i la torre sobre la qual s'aixecava, es van ensorrar en una tempesta al voltant de 1500, destruint gran part de l'església, unes dues terceres parts de la nau i el creuer. La torre oest va caure al voltant de 1550, demolint els tres trams més occidentals de la nau. Com a resultat d'aquests dos col·lapses, solament es conserva poc menys de la meitat de la construcció original. L'abadia, que era propietària d'uns 93 km² de terres en les vint parròquies que formaven el Malmesbury Hundred, va ser clausurada quan Enric VIII va decretar el 1539 la dissolució dels monestirs. Va ser venuda, amb totes les seves terres, a William Stumpe, un ric comerciant local, que va tornar l'acabada d'adquirir església de l'abadia a la ciutat perquè continués sent usada com a església parroquial, i que va omplir els restants edificis abacials amb vint telers per a la seva empresa de teixits.
Avui l'abadia segueix en ple ús com a església parroquial de Malmesbury, a la diòcesi de Bristol. Les restes encara contenen un espai sagrat que alberga alguns exemples dels llibres de la biblioteca de l'abadia. Els documents anglosaxons de Malmesbury, encara que concedits mitjançant falsificacions, i les millores realitzades al scriptorium de l'abadia, proporcionen primera matèria per recompondre per recompondre la història de Wessex i de l'església saxona occidental des del segle VII.
Durant la Guerra Civil Anglesa es diu que Malmesbury va poder haver canviat de mans fins a set vegades i que l'abadia va ser feroçment disputada. Encara poden veure's als costats sud, est i oest dels murs de l'abadia centenars de marques d'esvorancs deixats per les bales. Sobreviu gran part de l'abadia, amb parts en ruïnes encara unides al conjunt. El terç de la nau existent roman en ús com lloc de culte actiu. El 1949 l'abadia fue designada com un edifici de grau I.

## Galeria

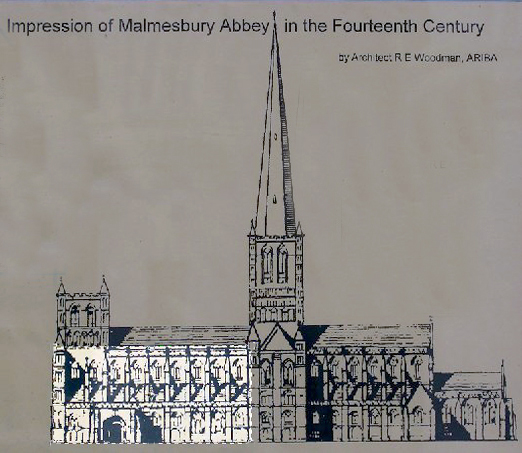
L'abadia al segle xiv. Solament l'àrea il·luminada s'utilitza ara, després del col·lapse de l'agulla i de la torre oest.
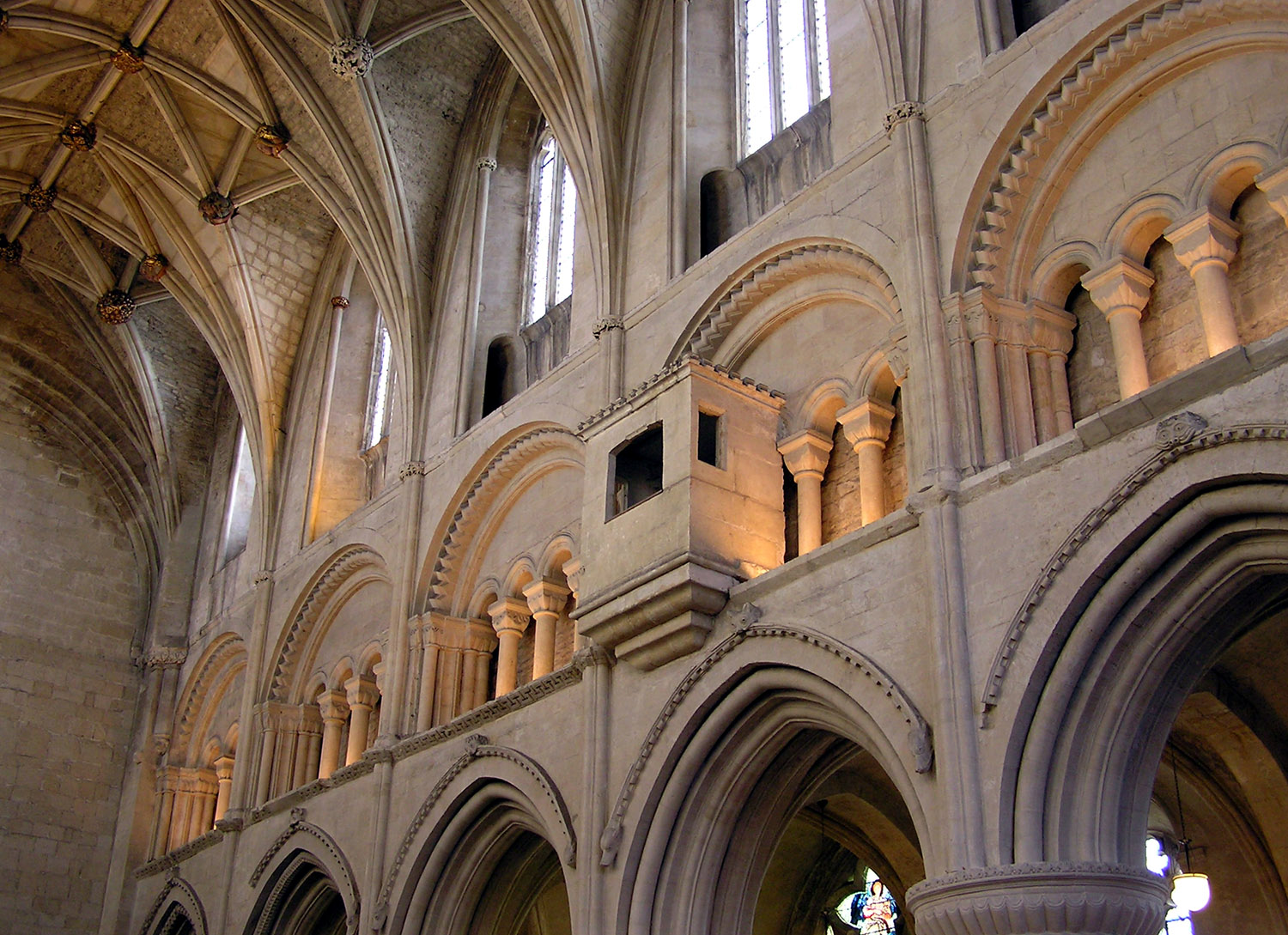
Interior de l'abadia, mostrant l'inusual ex-cubitorium projectat per damunt de la nau.
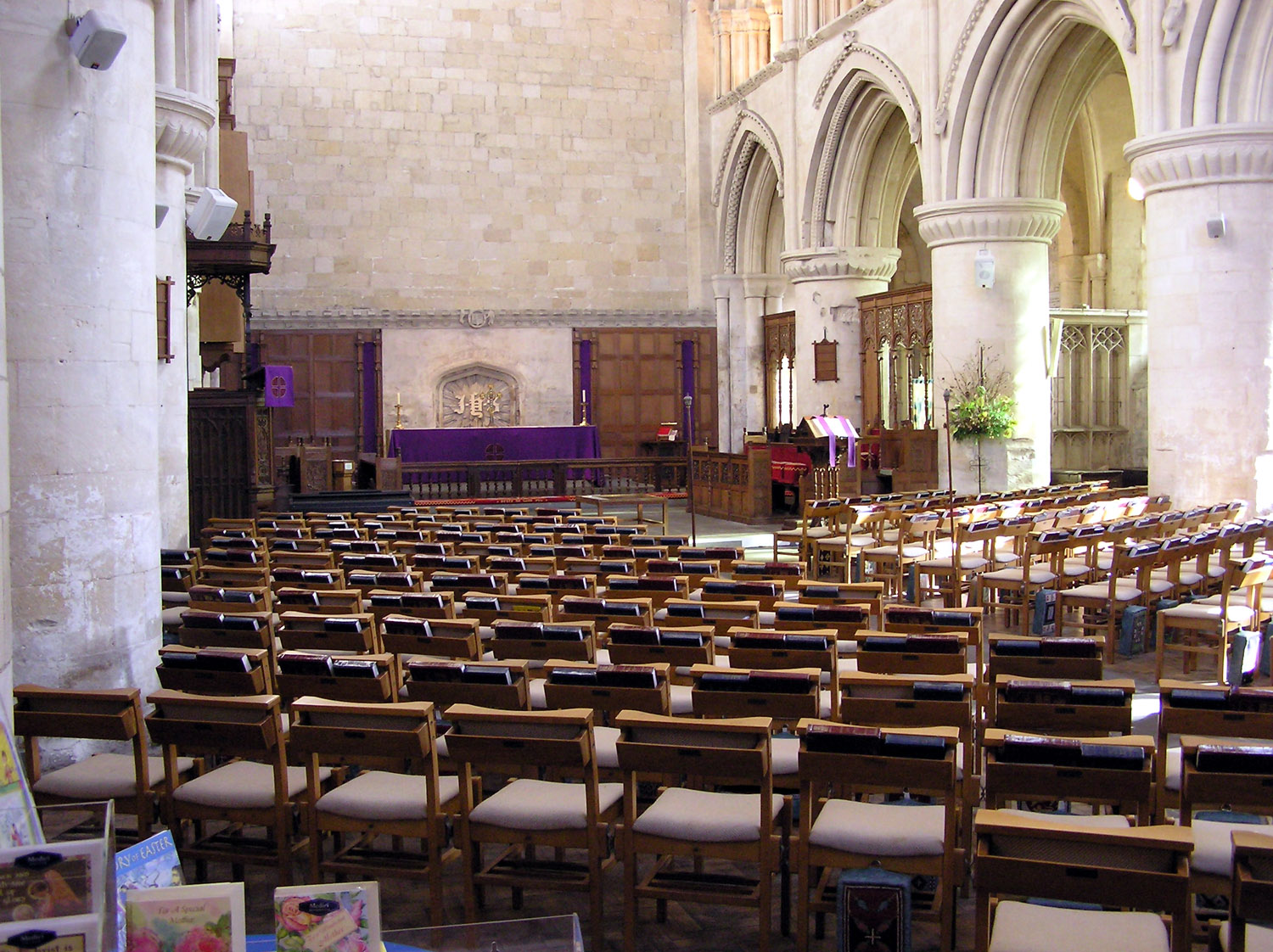
L'interior de l'abadia. L'àrea arruïnada es troba més enllà de la paret blanca sobre l'altar.